# Coro delle Egadi
Il Coro delle Egadi è stato uno storico gruppo di musica folclorica siciliana.

## Storia
Nato a Trapani nel marzo 1935 in seno all'Opera Nazionale Dopolavoro su iniziativa di Giuseppe Parisi con l'obbiettivo di preservare e valorizzare la musica popolare in lingua siciliana. Di questo gruppo parlarono già negli anni '30 e '40 anche alcuni giornali, tra cui l'Assabah e Il Corriere di Tunisi (giornali tunisini), Quest France e Saintes (giornali francesi), oltre ad diversi giornali e riviste italiane.. È stato uno dei primissimi gruppi italiani di musica popolare, il secondo gruppo folklorico più antico di Sicilia.
I primi concerti ebbero come spettatori anche Benito Mussolini e Carlo Alberto di Savoia. Nel dopoguerra passò sotto la gestione dell'ENAL.
Il gruppo nel dopoguerra venne invitato alla presentazione della Fiat 600 e alla trasmissione RAI L'ora dell'agricoltore. Nei vari anni si è esibito anche al Teatro Adriano di Roma, in molte parti d' Italia, e in numerose tournée all'estero, in particolare in  Tunisia, Francia, Marocco, Polonia, Jugoslavia, Paesi Bassi.
Nel 1961 fu scelto a rappresentare la Sicilia in occasione delle celebrazioni del Centenario dell'Unità d'Italia. Nel 1984 si esibì anche ai Giochi della XXIII Olimpiade. A quei tempi era composto da 35 elementi.
Tra i suoi direttori vi furono il maestro Giuseppe Reina (primo violino al Teatro Massimo Vittorio Emanuele di Palermo), Giacomo Basciano, Settimo Bulgarella, Enzo Basciano ed altri.
Nel 1985 fu pubblicato un libro sui 50 anni della fondazione.
Nel 2000 sotto la presidenza di Roald Vento, in occasione del 65º anniversario, ne fu pubblicato un altro.
L'istituzione Coro delle Egadi, in seguito alle varie frantumazioni associative che hanno coinvolto generazioni di componenti, ha dato origine nel corso degli anni a numerosi gruppi di musica folcloristica nel trapanese, molti dei quali tuttora operanti.
Il gruppo, dopo il fallimento che ha investito l'associazione nei primi anni 2000, è tornato nel 2011 ad operare sotto nuova amministrazione.

## Discografia parziale
- Ventu di mattanza, 1982, Fonit Cetra, (LP)[7]